# Žákovská knížka
Žákovská knížka (též jen žákovská, hovorově poněkud expresivně žákajda, zkratka ŽK) je dokument, určený zejména pro průběžné zaznamenávání školních výsledků. Je prostředkem k předávání informací mezi školou a rodiči. Najdeme v ní údaje o prospěchu a chování žáků, informace o důležitých školních, resp. třídních akcích a další pro školu a rodiče důležité záznamy. Slouží rovněž k omlouvání nepřítomnosti žáků. Může obsahovat též výňatky ze školního řádu, telefonní čísla a jiné informace týkající se školy. Okolnosti používání žákovské knížky bývají upraveny ve školním řádu.
Žákovské knížky byly do škol v bývalém Československu zavedeny v roce 1951 a používají se dodnes. Dnešní žákovská knížka mívá např. tyto sekce: základní údaje, omluvný list, informace o prospěchu, jiná sdělení, slovní hodnocení, vlastní hodnocení žáka, čtvrtletní hodnocení, třídní schůzky, konzultační hodiny, apod. Vzhledem ke značnému rozšíření výpočetní techniky a internetu se přechází na žákovské knížky v elektronické podobě. Toto řešení však může přinést určité problémy s podepisováním rodičů.

## Elektronická žákovská knížka
Elektronická žákovská knížka je žákovská knížka, dokument v elektronické podobě. Rodiče do ní mají přístup pomocí počítače. Podepisování rodičů je zde možné pomocí grafického tabletu, možné je i podepisování pomocí certifikovaného elektronického podpisu rodičů, zabezpečeného heslem a schváleného školou.